# Nabłonek walcowaty

Nabłonek jednowarstwowy walcowaty.

Nabłonek jednowarstwowy walcowaty – typ nabłonka jednowarstwowego. Składa się z komórek o kształcie cylindrycznym. Zwykle posiadający na zewnętrznej powierzchni rzęski (jajowód) czy mikrokosmki (jelita, żołądek). Jedno jądro owalne, podłużne, leżące prostopadle do powierzchni 
- nad jądrem aparat Golgiego i siateczka śródplazmatyczna gładka
- pod jądrem siateczka śródplazmatyczna szorstka i mitochondrium

Wyścieła przewód pokarmowy, pęcherzyk żółciowy, przewód żółciowy oraz górny odcinek dróg oddechowych. Pełni funkcję wydzielniczą oraz warunkuje wchłanianie.